# Coletânea de Mapas da Cartografia Paulista Antiga
Coletânea de Mapas da Cartografia Paulista Antiga é um atlas reunido por Afonso d'Escragnolle Taunay em 1922 por encomenda de Alarico da Silveira, então Secretário do Interior no governo paulista de Washington Luis. A encomenda se deu em razão da comemoração do primeiro centenário da Independência do Brasil.
Taunay publicou a coletânea com fac-símiles de nove mapas que considerava valiosos e que apresentavam limites entre São Paulo e Minas Gerais entre os anos de 1612 e 1837. Cada mapa, reproduzido da coleção do Museu Paulista, de onde Taunay era diretor à época, conta com comentários do próprio Taunay destacando a importância cartográfica ou evocativa das obras. São elas:
1. Mapa da região vicentina, cópia realizada por Juvenal Martins;
2. Mapa de Céspedes Xeria, cópia realizada por Santiago Montero Diaz;
3. Mapa das Minas do Ouro e São Paulo e costa do mar que lhe pertence, cópia realizada por F. Basto;
4. Mapa anônimo da região paranaense-paraguaia, cópia realizada por José Domingues dos Santos Filho;
5. Mapa da região santista, cópia realizada por Eugênio Dilermando da Silveira;
6. Carta corográfica e hidrográfica de toda costa do mar da Capitania de São Paulo, cópia realizada por Eugênio Dilermando da Silveira;
7. Mapa corográfico da Capitania de São Paulo, autoria não informada, original de Antônio Roiz Montezinho;
8. Carta corográfica da Capitania de São Paulo, cópia realizada por Eugênio Dilermando da Silveira;
9. Mapa corográfico da Província de São Paulo, original de Daniel Pedro Müller.